# Herman Flóra
Herman Flóra (Budapest, 1992. november 5. –) magyar színésznő.

## Életpályája
Gyermekkorát Kakucson töltötte. A budapesti Vörösmarty Mihály Gimnázium drámatagozatán érettségizett 2011-ben. Színészi diplomáját 2020-ban vette át, a Színház- és Filmművészeti Egyetemen, Horváth Csaba osztályában végzett. 2011-től már szerepelt különböző független színházi produkciókban (Bakelit Multi Art Center; KoMod - színház; Zsámbéki Színházi és Művészeti Bázis; Bárka Színház; Jurányi Produkciós Közösségi Inkubátorház). Egyik főszereplője (Hanna) volt a nagy népszerűségnek örvendő Kossuth rádión futó Időfutár hangjáték sorozatnak. Egyetemistaként szerepelt a székesfehérvári Vörösmarty Színházban és Szombathelyen is. 2020-tól a Weöres Sándor Színház társulatának tagja. Színészi munkái mellett koreográfiákat is készít.

## Fontosabb színházi szerepei
- Martin McDonagh: Az insihmore-i hadnagy... Mairead
- Anton Pavlovics Csehov: Sirály... Mása
- William Shakespeare: Vízkereszt, vagy bánom is én... Olivia
- Bohumil Hrabal: Sörgyári capriccio... Mariska
- Bob Fosse – Fred Ebb – John Harold Kander: Chicago... Katyerina Hulanova
- Brian Friel: Pogánytánc... Chris
- Mike Leigh: Abigail bulija... Angela
- Ali Taylor: Puha-pihe... Henriett
- Holger Schober: Szürke tej... Isabella, Marika
- Simona Semenič: 5 fiú... Gyuri
- Szigligeti Ede – Mohácsi István – Mohácsi János: Liliomfi... kocsma népe, Flóra
- Ion Luca Caragiale – Mohácsi István – Mohácsi János: Farsang, avagy ez is mekkora egy tahó!... Didina Trahanache, Traian felesége
- Barta Lajos: Szerelem... Lujza
- Tasnádi István: East Balkán... Janka
- Tasnádi István: A harmadik hullám... Orsi
- O. Horváth Sári: Lenni vagy nem... Juli
- Móricz Zsigmond – Tóth Réka Ágnes: Kivilágos kivirradtig... Postáskisasszony
- Jerry Bock – John Steinbeck: Hegedűs a háztetőn... Hódel
- Pintér Béla – Darvas Benedek: Gyévuska... Aranka, Nyíri honvéd felesége; Orosz nő
- Hadar Galron: Mikve... Shira

## Filmek, tv, rádió
- Oltári csajok (2018) RTL klub... Fehér Rózsa
- Időfutár (2012–2015) Kossuth Rádió... Hanna

## Koreográfiái
- Brian Friel: Pogánytánc (Weöres Sándor Színház, 2020)
- Piros ló (Színház- és Filmművészeti Egyetem, 2019)